# 運命の逆転 (テレビドラマ)
『運命の逆転』（うんめいのぎゃくてん）は、1992年4月10日 21:00 - 22:54（JST）にTBS系で放送された日本のテレビドラマ。
正式タイトルは『運命の逆転 盗まれた企業秘密!』（ - ぬすまれたきぎょうひみつ）。

## 概要
ハドソンから発売されたPCエンジンSUPER CD-ROM2用RPG『天外魔境II 卍MARU』の開発を題材にしたストーリー。ただし、実際の制作を追ったドキュメントではなく、最終的に『卍MARU』こそ開発するものの、それまでの工程は大幅に異なるフィクション作品となっている。

## キャスト
- 黒澤和彦：中井貴一
- 北王子文人：榎木孝明
- 工藤夕貴
- 布川敏和
- 藤吉久美子
- 多岐川裕美
- 山内明
- 高橋名人
- 辻野寅次郎

## 登場するゲーム作品
ネクロマンサーシリーズ
作中では、人気のRPG作品とされている。実際は、放映された1992年当時、1作目しか発売されていなく、2009年に2作目が携帯アプリとして配信されている。
ネクロマンサー3
ネクロマンサーシリーズの3作目。作中では、黒澤の開発中のソフトを盗み発売されたものとされている。
天外魔境II 卍MARU
天外魔境シリーズの2作目。作中では、『ネクロマンサー3』を超えるソフトとして黒澤の開発したソフトとされている。

## スタッフ
- 監督：鈴木利正
- 脚本：相良敦子
- 原作：宮川一郎
- 構成協力：広井王子